# Thomas Bickley

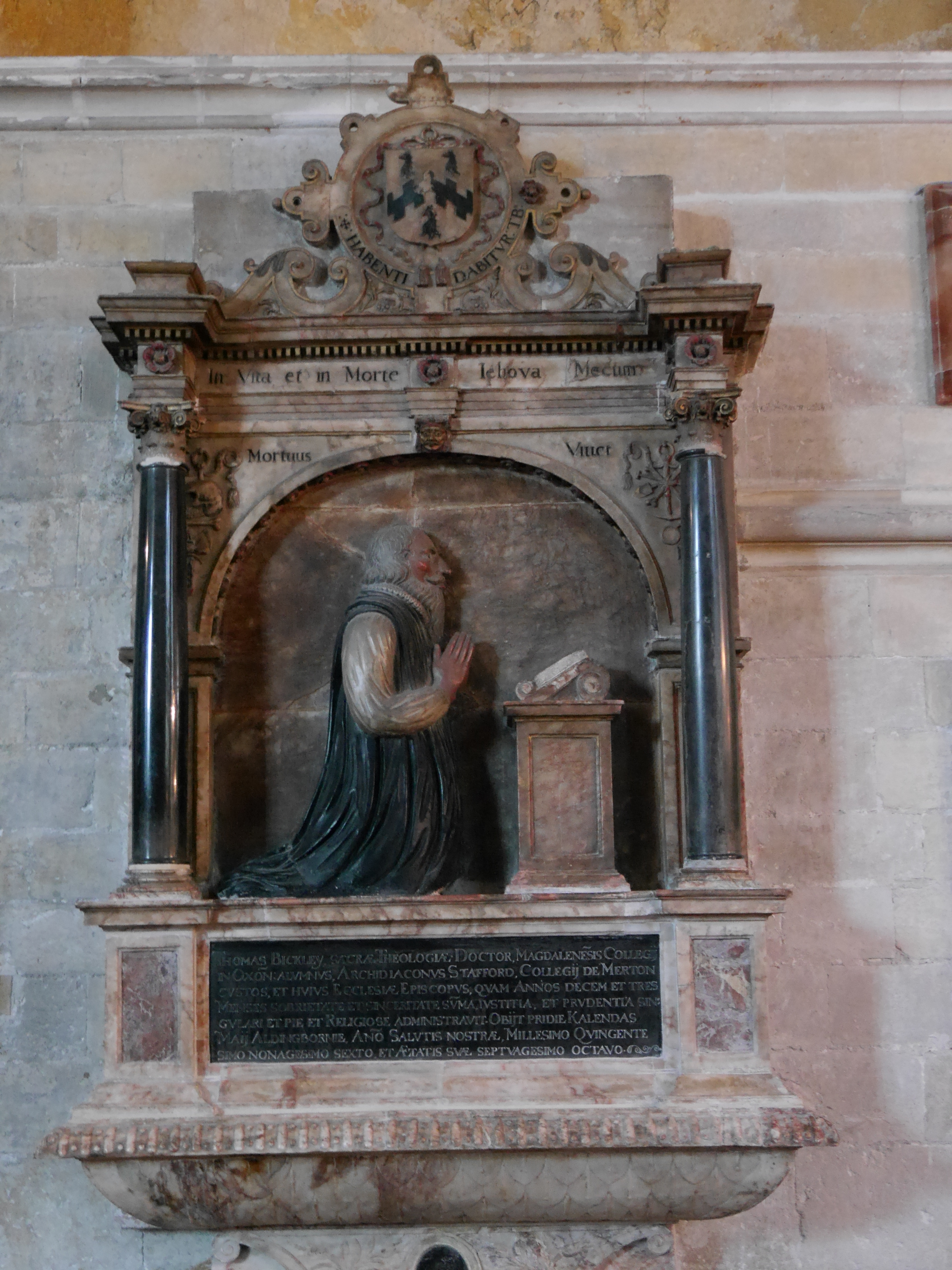
Epitaph Thomas Bickleys in der Kathedrale von Chichester

Thomas Bickley (* um 1518 in Stowe, Buckinghamshire; † 30. April 1596 in Aldingbourne) war ein Bischof der Church of England.

## Biografie
Als Fellow des Magdalen College in Oxford studierte Thomas Bickley Theologie und erwarb 1540 den Grad des Bachelors, 1546 den Grad des Masters. 1548 wird er erstmals als Anhänger der Reformation erkennbar, als ein Priester angegriffen wurde, während er in der Kapelle des College am Weißen Sonntag die Messe feierte. In diesen Unruhen, bei der liturgische Bücher beschädigt und Hostien zerstört wurden, soll auch Bickley involviert gewesen sein. Auf seine weitere kirchliche Laufbahn hatte der Zwischenfall keine Auswirkungen. Nach der Diakonenweihe im April 1551 wurde er zum Hofkaplan Eduards VI. im Windsor Castle ernannt.
Nach dem Regierungsantritt Marias I. verließ Bickley England und studierte in Paris und Orléans. Als er unter Elisabeths I. Regierung zurückkehrte, gelangte er in höhere kirchliche Ämter. Er war Matthew Parker, dem Erzbischof von Canterbury, als Kaplan zugeordnet. 1560 wurde er Kanzler der Kathedrale von Lichfield, während der Amtszeit des dortigen Bischofs Thomas Bentham. 1563 forderte er im Namen der Geistlichen in den Diözesen Lichfield und Coventry radikale liturgische Änderungen. Obwohl Bickley anscheinend der autoritären Amtsführung des Erzbischofs distanziert gegenüberstand, wird er in dessen Korrespondenz als loyal gerühmt. 1569 wurde er zum Leiter (warden) des Merton College ernannt und wurde von Parker als Kandidat für den Bischofsstuhl von Oxford in Erwägung gezogen, der aber bis 1589 vakant blieb. Als Edmund Grindal Parkers Nachfolge als Erzbischof von Canterbury antrat, kam es zu einem Konflikt mit Parker. Letzterer musste Verzeihung erbitten dafür, dass er in das erzbischöfliche Recht, das Merton College zu visitieren, eingegriffen habe. Grindals Amtsnachfolger John Whitgift weihte Thomas Bickley am 30. Januar 1586 zum Bischof von Chichester, wobei die Bischöfe John Aylmer (London) und John Piers (Salisbury) assistierten. Dass einem 68-jährigen die Leitung einer Diözese anvertraut wurde, war für jene Zeit ungewöhnlich. Thomas Bickley starb am 30. April 1596 in seinem Bischofspalast in Aldingbourne und wurde am 26. Mai in der Kathedrale von Chichester beigesetzt.